# Lausitz TV
lausitz.tv ist der regionale Fernsehsender in Cottbus. lausitz.tv ging am 19. Dezember 1993 auf Sendung. Der Sender wird von der Television Cottbus GmbH betrieben. Geschäftsführerinnen sind Kathleen Urbanski und Christin Ertner.  Der Sender ist außer im lokalen Kabelnetz der Kabel Deutschland auch täglich außer sonntags im digitalen Satellitenkanal BB-MV-LokalTV über Astra zu empfangen.

## Programm
Im Vordergrund steht die tägliche Nachrichtensendung lausitz.tv. Darin werden regionale Ereignisse vorwiegend aus Cottbus, der Politik, der Wirtschaft, dem Sport sowie der Kultur thematisiert. Die Sendung wird im Kabel jeweils um 17:45 Uhr gesendet und bis zum Folgetag wiederholt. Auf Satellit wird sie jeweils um 18:00 Uhr ausgestrahlt. Sie ist auf der Website des Senders on-demand abrufbar.